# Баш чаршия
Баш чаршия (на босненски: Baščaršija; на сръбски: Башчаршија) е пазарен площад и кварталът около него – запазената стара част на Сараево, столицата на Босна и Херцеговина.
Разположена е в културния и исторически център на града. Нейното изграждане започва през 15 век по времето на Иса бей Исакович, основателя на Сараево. Наименованието „Баш чаршия“ идва от турските думи „баш“ (главна) и „чаршия“ (търговска улица). Заради големия пожар от 19 век днес Баш чаршията е 2 пъти по-малка от тогавашната.
Баш чаршията е разположена на северния бряг на река Миляцка. В района ѝ се намират няколко от историческите забележителности на босненската столица – Беговата джамия, Сараевската сахат кула и др. Днес сараевската Баш чаршия е основната туристическа атракция на Сараево. Тя е и мястото, където всяка годна, се провежда летният културен фестивал „Башчаршийски вечери“.

## История
Допреди османското нашествие най-голямото селище в Сараевското поле е било село Торник, което се е намирало на мястото на днешната Алипашина джамия. Баш чаршията е основана през 1462 г., когато Иса бей построява хан и непосредсвено до него многобройни дюкяни. По онова време повечето жители на Сараево са живели около Царевата джамия. Поради това Иса бей построява мост през река Миляцка, който да свързва основната част на Сараево с нов икономически център на града – Баш чаршията.
Постепенно около главния вход се формира „Чаршията на базерджаните“, „Чаршията на казазите“, а на запад – „Чаршията на седларите и сарачите“. Най-значимите сгради, построени в този период, са джамиите. Известната Башчаршийска джамия е построена през 1528 г. от Хаведжа Дурак, a Хюсрев бей издига своя джамия през 1530 г.
Гази Хюсрев бей изгражда и други обекти на Баш чаршията. Негово дело са медресето, библиотеката, Газихюсревбейовия хамам, Газихюсревбейовия безистен, Морича хан и часовникова кула. Неслучайно неговият гроб се намира в двора на построената от него джамия. Най-големият си разцвет Баш чаршията достига през 16 век, когато в нея работят над 80 занаятчийски работилници, организирани в няколко еснафа. През онзи период са построени още много от търговски обекти – безистени, ханове и кервансараи, тъй като Сараево е бил сред важните търговски центрове на Балканите. На Баш чаршията свои представителства са имали венециански и дубровнишки търговци.
По време на земетресението от 1640 г. и двата пожара от 1644 и 1656 г. Баш чаршията понася значителни щети, но въпреки това известният пътеписец Евлия Челеби пише през 1660 г.: „Чаршията има хиляда и осемдесет дюкяна, които са пример за хубост. Самата чаршия е много прилична и е изградена по план...“
През 1697 г. след Битката при Зента австрийските войски, водени от Евгений Савойски, проникват изненадващо в Босна и опожаряват Сараево, при който изгаря почти целия град с изключение на няколко сгради. Градът бавно се възстановява и през 19 век се разраства, макар и с малко. След анексирането на Босна и Херцеговина от Австро-Унгария, в резултат на Берлинския конгрес от 1878 г., много чуждестранни архитекти имат намерения да преустроят Сараево като модерен за времето си европейски град. В тези им намерения им „помага“ големият пожар, унищожил целия Стар град, с изключение на района на Баш чаршията. Така се оформя границата между старата и новата част на Сараево. През 1945 г. новата градска комунистическа власт решава районът на Баш чаршията поетапно да бъде разрушен, тъй като старият търговски център не се вписва в модерната визия на града.
Днес сараевската Баш чаршия се е превърнала в най-емблематичната част на Сараево. Площадът „Баш чаршия“ и чешмата, наречена себил, са сред символите на босненската столица.